# Romeinse literatuur
De Romeinse literatuur kende haar bloeiperiode gedurende de oudheid. Vervolgens werd haar taal, het Latijn, overgenomen door de invallende barbaren die hun eigen Latijnse literatuur creëerden.

## De Latijnse taal

### Algemene evolutie van de Latijnse literatuur
- Het historische kader
  - de Republiek
  - het groeiende Rome
  - Sicilië - Spanje - Griekenland
  - bestuurlijke crisis in de -1e eeuw
  - Augustus
  - de keizertijd
- De grote trekken van de literaire evolutie:
  - de vormingsperiode duurt ongeveer twee eeuwen, van 250 tot 70 v.Chr.
  - de ciceroniaanse periode
  - de Gouden Eeuw
  - de Zilveren Eeuw
  - verval van de vóór-christelijke ("heidense"!) literatuur

## De Latijnse poëzie (lyriek-epiek-didactiek)

### De oorsprong
- dubbele oorsprong:
  - eigen mondelinge traditie: in deze periode kwam de Latijnse literatuur niet boven het folkloristisch niveau uit. Er zijn anonieme cultus- en heldenliederen geweest, sagen en verhalen, spotliedjes en primitieve toneelvormen, aantekeningen in proza in verband met de religieuze en politieke geschiedenis van de stad, maar hieruit heeft zich niet langs zelfstandige weg een eigenlijke kunst ontwikkeld. Daartoe was de bevruchting door de Griekse literatuur noodzakelijk.
  - de Griekse invloed: het eerste dichtertrio, Livius Andronicus, Naevius en Ennius, introduceerde in Rome de verschillende Griekse genres en legde zo de grondslag voor het ontstaan van de Latijnse literatuur.
- de pioniers: Livius Andronicus -- Ennius -- Naevius

### Deciceroniaanseperiode
- Tussen 100 en 50 v.Chr. heerst er te Rome de grootste politieke wanorde, en deze crisisperiode is niet bevorderlijk voor de poëzie. Het woord is niet meer aan het nationale epos, het epigram wordt mode, een genre dat iedereen beoefent. Deze "gemakkelijke", lichte en individualistische (liefdes)poëzie gaat gepaard met een mateloze bewondering van de alexandrijnse literatuur. In deze periode wordt de Latijnse taal gekneed en de bloei van de lyrische poëzie voorbereid.
- De voornaamste vertegenwoordigers: de "poetae novi" -- Catullus -- Lucretius

### De"klassieke"periode (deGouden Eeuw)
- De grote dichters van deze tijd waren literair reeds actief tijdens de Burgeroorlog, en hadden, met uitzondering van Ovidius, hun volle rijpheid al bereikt vóór de machtsovername door Augustus, het officiële begin van het keizerrijk. Het is dus een enigszins verkeerde voorstelling de werken van volgende dichters als louter producten van de augusteïsche bloei te beschouwen:
- De belangrijkste vertegenwoordigers: Vergilius -- Horatius -- Ovidius -- Tibullus -- Propertius -- Gallus -- Sulpicia

### De latere evolutie in de keizertijd
- het literaire kosmopolitisme na Augustus:
  - Door de vreedzame eenmaking van het Romeinse Rijk kwamen vreemdelingen uit de provincies zich te Rome vestigen, en de maatschappelijke normen wijzigden geleidelijk. Er ontstond zo ook een kosmopolitische poëzie, die zich niet meer zo strikt hield aan de normen van de klassieke tijd, en waarin bepaalde trekjes van de niet-Romeinen zich manifesteerden: overdreven voorkeur voor retoriek, lokale schildering en realisme, afzwakking van het onderscheid tussen de genres.
  - De belangrijkste vertegenwoordigers: Phaedrus -- Manilius -- Lucanus -- Persius
- het neoclassicisme:
  - In tegenstelling tot deze "barokke" dichters trachtten de traditionalisten de stijl en de thematiek van Vergilius en Horatius na te bootsen. Deze neo-klassieke strekking ontstond ten tijde van Nero, maar affirmeerde zich duidelijker onder de Flavische keizers.
  - De belangrijkste vertegenwoordigers: Silius Italicus -- Valerius Flaccus -- Statius
- de Realisten: Martialis -- Juvenalis
- het verval:
  - Na de regering van keizer Trajanus, onder de Antonini, verplaatste zich het intellectuele zwaartepunt. De keizers tonen nog weinig belangstelling voor Italië, maar eerder voor het (Griekstalige) Oosten. In Rome zorgen nieuwe erediensten (o.a. christendom, cultus van Mithras, van Isis, ...) soms voor conflicten en schandalen. De Romeinse intelligentsia drukte zich bij voorkeur in het Grieks uit en begon het Latijn te misprijzen. De Latijnse poëzie ontaardde in verzenmakerij, met uitzondering van de volgende:
  - Ausonius -- Claudianus --het (anonieme) Pervigilium Veneris -- Rutilius Namatianus

## De Latijnse Dramatiek

### De dubbele oorsprong
- traditionele volkstoneel:
  - volgens Titus Livius heeft er in Rome sinds de 4e eeuw v.Chr. een ritueel toneel bestaan, dat enigszins te vergelijken valt met de middeleeuwse mysteriespelen. De priesters organiseerden op geregelde tijdstippen toneelopvoeringen met optochten, verkleding en maskerade, zang en dans, maar geleidelijk verminderde het aandeel der rituele aspecten, ten gunste van profane, pittoreske elementen (vergelijk met religieuze processies in bepaalde katholieke landen)
  - daarnaast werden ook burgerlijke feestelijkheden ingericht door de aediles, waarin mime, improvisatie, maskerade, gesproken en gezongen gedeelten elkaar afwisselden. Men kende de commoedia togata (satirische dialoog in versvorm) en de commoedia atellana (burleske kluchten).
- de Griekse invloed:
Tijdens de Tweede Punische Oorlog, naar aanleiding van de Siciliaanse veldtocht, ontdekten de Romeinen het Griekse theater in de steden van de Magna Graecia. Toen in 204 v Chr. Hiero II van Syracuse op staatsbezoek kwam, lieten de magistraten tijdens de Romeinse spelen een toneelstuk opvoeren naar Griekse wijze. Het stuk, wellicht een blijspel, werd geschreven door Livius Andronicus.
De eerste stap was gezet: het Romeinse toneel verrijkte zich sindsdien met talrijke tragische en komische werken die men de naam Fabula gaf.

### De pioniers
- Livius Andronicus
- Ennius
- Naevius

### Het hoogtepunt
- de Komedie:
  - Plautus -- Terentius
- de Tragedie:
  - Pacuvius -- Accius

### Daarna een gevoelige achteruitgang
- Het blijspel beleefde een felle achteruitgang ten tijde van Cicero, ondanks de pogingen van auteurs als Titinius en Afranius om naar nieuwe inspiratiebronnen te zoeken. Daarentegen kent het volkstoneel (met mime, dans en geïmproviseerde dialoog) een uitzonderlijke bijval, met auteurs als Decimus Laberius en Publilius Syrus. Uit deze periode kent men enkel titels van werken: de teksten gingen verloren.
- Ten tijde van Augustus voerde men nog enkel de vroegere auteurs op, en juicht men de mimen toe, maar van een eigentijdse dramatische productie is zelfs geen sprake.

### De laatste Latijnse dramaturg
- Seneca

## Het Latijnse Proza

### De oorsprong
- Ritmisch proza:
  - Het vroegste Latijnse proza is geschreven in een ritmische taal, en vertoont ook een zekere ernst. Van bij zijn ontstaan is het niet de weergave van een algemeen gesproken taal, maar een schrijftaal met een plechtig karakter. Het gaat hier over: de Wet der XII tafelen (ca. 450 v.Chr.), de Acten van de Magistraten en de Annales Pontificum (Kronieken van de Priesters waarin de markante feiten van de Romeinse geschiedenis werden opgetekend). Deze documenten zijn verloren gegaan, maar we kennen ze door citaten van latere schrijvers, onder meer Livius.
  - Deze half religieuze – half utilitaire teksten gaan de eigenlijke Romeinse geschiedschrijving vooraf. Rome als groeiende wereldmacht wenst zich een eigen en roemrijk verleden te herinneren, maar het is een merkwaardig feit dat de eerste Romeinse historici het nodig achtten in het Grieks te schrijven (vb. Fabius Pictor).

- Kenmerken van het oudste Latijnse proza:
  - De utiliteitstendens is haast altijd merkbaar in de oudere prozateksten van de Romeinse oudheid. De oudste schrijvers beogen steeds de inspiratie tot het nationale gevoel, de opvoeding tot burgerzin, of de verdediging van een politiek programma. De gedachte van een belangenloze, zuiver esthetische vorm van letterkunde komt bij hen nog niet op.
  - Een tweede kenmerk is het gevolg van deze instelling: om praktisch bruikbaar te zijn moet het proza helder en eenvoudig zijn. Om voor zijn publiek duidelijk te zijn, moest de auteur zich vóór alles begrijpelijk maken, en gebruikte daarom eenvoudige en directe bewoordingen. Grammaticale of stilistische kunstgrepen zijn uit den boze, de woordkeuze is nauwkeurig, maar vaak zonder nuance, de stijl is sober en rechtlijnig.

### De 2e eeuw vóór Christus
- Cato de Oudere: vader van het Latijnse proza.
- politieke welsprekendheid: de politieke passies in de bloeiperiode van de Republikeinse staatsvorm waren de gunstige voedingsbodem voor de retoriek van politici, magistraten en advocaten, die poogden hun toehoorders te overtuigen of zich te verdedigen tegen de aanvallen van hun tegenstrevers; van deze welsprekendheid bleef slechts de herinnering bewaard, afgezien van enkele fragmentarische citaten bij latere auteurs. Er waren twee tegengestelde strekkingen:
  - het asianisme (overgewaaid uit Klein-Azië) zocht naar een schitterende stijl, door ijdele woordenpraal en gezocht ritme overladen, met een voorliefde voor pathetiek.
  - het atticisme koos de Attische redenaars (voornamelijk Lysias) tot voorbeeld, alsook Cato de Oudere voor het Latijn, en streefde naar eenvoud en natuurlijkheid, zonder overdreven stijlmiddelen.
- ook de geschiedschrijving werd druk beoefend in de republikeinse periode: vanaf het midden van de 2e eeuw begon de activiteit van de zogenaamde annalisten (d.i. schrijvers van jaarboeken), waaruit Livius later voor een groot gedeelte zijn materiaal ontleende. Hun namen én hun werken zijn verdrongen door de in fraaie stijl geschreven Romeinse geschiedenis van Livius, en aldus in de vergetelheid geraakt.

### De "ciceroniaanse" periode
- Julius Caesar -- Cicero -- Sallustius -- Cornelius Nepos

### De Gouden Eeuw
- Titus Livius -- Vitruvius -- Hyginus -- Marcus Terentius Varro -- Asinius Pollio -- Seneca (de oudere)

### En daarna ...
- de Zilveren Eeuw:
  - Seneca (de jongere) -- Remmius Palaemon -- Petronius -- Plinius de Oudere -- Quintilianus -- Velleius Paterculus -- Tacitus -- Valerius Maximus -- Quintus Curtius
- het verval:
  - Suetonius -- de Historia Augusta -- Plinius de Jongere -- Ammianus Marcellinus -- Apuleius -- Aulus Gellius -- Priscianus
- de laatste "Romeinen": Quintus Aurelius Symmachus - Macrobius